# Fussballclub Sankt Gallen 1879 2002-2003
Questa voce raccoglie le informazioni riguardanti il Fussballclub Sankt Gallen 1879 nelle competizioni ufficiali della stagione 2002-2003.

## Stagione
Nella stagione 2002-2003 il San Gallo, allenato da Gérard Castella e Thomas Staub, concluse il campionato di Lega Nazionale A al 10º posto. Il San Gallo concluse il girone di play-off al 2º posto. In Coppa Intertoto il San Gallo fu eliminato al secondo turno dal Willem II.

## Rosa
| N. |                                | Ruolo | Calciatore          |
| -- | ------------------------------ | ----- | ------------------- |
| 1  | Italia (bandiera)              | P     | Stefano Razzetti    |
| 4  | Svizzera (bandiera)            | D     | Stefan Wolf         |
| 8  | Canada (bandiera)              | C     | Daniel Imhof        |
| 10 | Romania (bandiera)             | A     | Ionel Gane          |
| 11 | Ghana (bandiera)               | A     | Alex Tachie-Mensah  |
| 12 | Serbia e Montenegro (bandiera) | A     | Ivan Stefanović     |
| 13 | Italia (bandiera)              | C     | Salvatore Calo      |
| 14 | Svizzera (bandiera)            | C     | Stephan Oberli      |
| 15 | Svizzera (bandiera)            | D     | Pascal Jenny        |
| 16 | Svizzera (bandiera)            | A     | Moreno Merenda      |
| 17 | Svizzera (bandiera)            | C     | Tranquillo Barnetta |
| 18 | Svizzera (bandiera)            | P     | Flavio Agosti       |

| N. |                                | Ruolo | Calciatore        |
| -- | ------------------------------ | ----- | ----------------- |
| 20 | Brasile (bandiera)             | C     | Jairo             |
| 3  | Argentina (bandiera)           | D     | Carlos Chaile     |
| 21 | Svizzera (bandiera)            | D     | Ivan dal Santo    |
| 22 | Spagna (bandiera)              | D     | Oscar Tato        |
| 16 | Rep. Ceca (bandiera)           | C     | Jan Berger        |
| 26 | Svizzera (bandiera)            | C     | Ralph Bühler      |
| 2  | Brasile (bandiera)             | C     | Guido Alves       |
| 23 | Serbia e Montenegro (bandiera) | C     | Leo Lerinc        |
| 6  | Svizzera (bandiera)            | C     | Sascha Müller     |
| 25 | Svizzera (bandiera)            | C     | Daniel Senn       |
| 24 | Francia (bandiera)             | A     | Olivier Boumelaha |
| 27 | Svizzera (bandiera)            | A     | Vincenzo Zinna    |

## Organigramma societario
Area tecnica
- Allenatore: Heinz Peischl
- Allenatore in seconda: Werner Zünd
- Preparatore dei portieri:
- Preparatori atletici:

## Calciomercato

### Sessione estiva
| Acquisti | Acquisti | Acquisti | Acquisti |
| R.       | Nome     | da       | Modalità |
| -------- | -------- | -------- | -------- |

| Cessioni | Cessioni | Cessioni | Cessioni |
| R.       | Nome     | a        | Modalità |
| -------- | -------- | -------- | -------- |

### Sessione invernale
| Acquisti | Acquisti | Acquisti | Acquisti |
| R.       | Nome     | da       | Modalità |
| -------- | -------- | -------- | -------- |

| Cessioni | Cessioni | Cessioni | Cessioni |
| R.       | Nome     | a        | Modalità |
| -------- | -------- | -------- | -------- |

## Risultati

### Lega Nazionale A

#### andata
| Arbitro: | Nobs |

|  |           |                                  |
|  | Marcatori | 29’ (rig.) Tarone 36’, 81’ Keita |

| Arbitro: | Rogalla |

|                      |           |  |
| Fournier 17’ Bah 90’ | Marcatori |  |

| Arbitro: | Bertolini |

|                                                        |           |  |
| Gane 13’, 54’ Tachie-Mensah 23’ Colacino 84’ Nixon 86’ | Marcatori |  |

| Arbitro: | Etter |

|  |           |              |
|  | Marcatori | 67’ Barnetta |

| Arbitro: | Busacca |

|              |           |           |
| Barnetta 44’ | Marcatori | 76’ Rossi |

| Arbitro: | Nobs |

|           |           |          |
| Degen 72’ | Marcatori | 7’ Alves |

| Arbitro: | Rutz |

|                            |           |                         |
| Tachie-Mensah 50’ Gane 83’ | Marcatori | 49’ Mordeku 61’ Fabinho |

| Arbitro: | Circhetta |

|          |           |  |
| Simo 87’ | Marcatori |  |

| Arbitro: | Bertolini |

|                      |           |               |
| Müller 57’ Imhof 67’ | Marcatori | 90’ Chapuisat |

| Arbitro: | Salm |

|                                                                  |           |                       |
| Selimi 26’ (rig.) Ojong 31’, 63’, 90’ Vernier 83’ Casasnovas 90’ | Marcatori | 24’ Gane 64’ Barnetta |

| Arbitro: | Busacca |

|                           |           |                                       |
| Gane 31’ (rig.) Alves 50’ | Marcatori | 61’ Baturina 62’ Barijho 69’ Mitreski |

#### ritorno
| Arbitro: | Etter |

|                |           |                   |
| Keita 13’, 86’ | Marcatori | 31’ Tachie-Mensah |

| Arbitro: | Steiner |

|                   |           |                          |
| Imhof 1’ Gane 54’ | Marcatori | 4’ Cravero 44’ Comisetti |

| Arbitro: | Salm |

|                  |           |  |
| Kavelashvili 60’ | Marcatori |  |

| Arbitro: | Leuba |

|                             |           |               |
| Gane 86’ (rig.) Winkler 90’ | Marcatori | 25’, 71’ Rama |

| Arbitro: | Nobs |

|                                                   |           |  |
| Rossi 14’, 31’, 80’ Giménez 45’ Tum 84’ Savić 90’ | Marcatori |  |

| Arbitro: | Wildhaber |

|                 |           |  |
| Gane 65’ (rig.) | Marcatori |  |

| Arbitro: | Rogalla |

| |           |                                        |
| Romano 12’, 50’ Bamba 17’, 30’, 45’ Naldo 24’, 52’ Fabinho 33’ Mordeku 70’ Lustrinelli 76’ (rig.) Pavlovic 90’ | Marcatori | 3’ Barnetta 38’ Tachie-Mensah 40’ Wolf |

| Arbitro: | Meier |

|  |           |                        |
|  | Marcatori | 28’ Wiederkehr 56’ Rey |

| Arbitro: | Bertolini |

|             |           |                                     |
| Berisha 42’ | Marcatori | 60’ Tachie-Mensah 62’ (aut.) Rochat |

| Arbitro: | Nobs |

|                                     |           |  |
| Imhof 6’ Tachie-Mensah 66’ Senn 82’ | Marcatori |  |

| Arbitro: | Circhetta |

|            |           |            |
| Petrić 64’ | Marcatori | 34’ Lerinc |

### Play-off

#### andata
| Arbitro: | Nobs |

|                                            |           |                           |
| Imhof 4’ Tachie-Mensah 7’, 87’ Merenda 17’ | Marcatori | 5’ Brand 26’ Kavelashvili |

| Arbitro: | Etter |

|            |           |                   |
| Vieira 79’ | Marcatori | 86’ Tachie-Mensah |

| 16 marzo 2003 3ª giornata |  | – turno di riposo |  |  |

| Arbitro: | Petignat |

|               |           |                  |
| Stocklasa 35’ | Marcatori | 1’ Tachie-Mensah |

| Arbitro: | Rogalla |

|          |           |  |
| Neri 40’ | Marcatori |  |

| Arbitro: | Bertolini |

|                           |           |  |
| Tachie-Mensah 8’ Gane 54’ | Marcatori |  |

| San Gallo 21 aprile 2003, ore 16:15 CEST 7ª giornata | San Gallo | 0 – 0 referto | Aarau | Stadio Espenmoos (10 700 spett.)\| Arbitro: \| Busacca \| |
| Arbitro:                                             | Busacca   |               |       |                                                           |

#### ritorno
| Arbitro: | Circhetta |

|             |           |  |
| Colomba 28’ | Marcatori |  |

| Arbitro: | Rogalla |

|                 |           |                                                      |
| Biancavilla 68’ | Marcatori | 37’ Barnetta 40’ Tachie-Mensah 45’ Santo 72’ Merenda |

| Arbitro: | Wildhaber |

|                                                                               |           |           |
| Verhagen 20’ (aut.) Calo 32’ Tachie-Mensah 39’ (rig.) Jairo 40’, 59’ Gane 71’ | Marcatori | 87’ Stilz |

| Arbitro: | Petignat |

|           |           |  |
| Jairo 81’ | Marcatori |  |

| 21 maggio 2003 12ª giornata |  | – turno di riposo |  |  |

| Arbitro: | Etter |

|          |           |  |
| Gane 76’ | Marcatori |  |

| Arbitro: | Busacca |

|           |           |                                                   |
| Cenci 40’ | Marcatori | 37’ Boumelaha 52’, 62’ Merenda 81’ Senn 84’ Jairo |

### Coppa Intertoto
| Arbitro: | Jareci |

|                                                             |           |              |
| Tachie-Mensah 9’, 82’ (rig.), 90’ Gane 42’ (rig.) Imhof 56’ | Marcatori | 76’ Petersen |

| Arbitro: | Miezelis |

|  |           |                                                         |
|  | Marcatori | 5’ Tachie-Mensah 14’, 73’, 85’ Gane 40’ Imhof 61’ Bieli |

| Arbitro: | Lajuks |

|            |           |  |
| Caluwé 14’ | Marcatori |  |

| Arbitro: | Hansson |

|           |           |              |
| Nixon 90’ | Marcatori | 112’ Mariana |

## Statistiche

### Statistiche di squadra
| Competizione     | Punti | In casa | In casa | In casa | In casa | In casa | In casa | In trasferta | In trasferta | In trasferta | In trasferta | In trasferta | In trasferta | Totale | Totale | Totale | Totale | Totale | Totale | DR  |
| Competizione     | Punti | G       | V       | N       | P       | Gf      | Gs      | G            | V            | N            | P            | Gf           | Gs           | G      | V      | N      | P      | Gf     | Gs     | DR  |
| ---------------- | ----- | ------- | ------- | ------- | ------- | ------- | ------- | ------------ | ------------ | ------------ | ------------ | ------------ | ------------ | ------ | ------ | ------ | ------ | ------ | ------ | --- |
| Lega Nazionale A | 24    | 11      | 4       | 4       | 3       | 20      | 16      | 11           | 2            | 2            | 7            | 11           | 32           | 22     | 6      | 6      | 10     | 31     | 48     | -17 |
| Play-off         | -     | 6       | 5       | 1       | 0       | 14      | 3       | 6            | 2            | 2            | 2            | 11           | 6            | 12     | 7      | 3      | 2      | 25     | 9      | +16 |
| Coppa Intertoto  | -     | 2       | 1       | 1       | 0       | 6       | 2       | 2            | 1            | 0            | 1            | 6            | 1            | 4      | 2      | 1      | 1      | 12     | 3      | +9  |
| Totale           | 24    | 18      | 9       | 6       | 3       | 35      | 20      | 18           | 4            | 4            | 10           | 22           | 39           | 36     | 13     | 10     | 13     | 57     | 59     | -2  |

### Andamento in campionato
| Giornata  | 1  | 2  | 3 | 4 | 5 | 6 | 7 | 8 | 9 | 10 | 11 | 12 | 13 | 14 | 15 | 16 | 17 | 18 | 19 | 20 | 21 | 22 |
| --------- | -- | -- | - | - | - | - | - | - | - | -- | -- | -- | -- | -- | -- | -- | -- | -- | -- | -- | -- | -- |
| Luogo     | C  | T  | C | T | C | T | C | T | C | T  | C  | T  | C  | T  | C  | T  | C  | T  | C  | T  | C  | T  |
| Risultato | P  | P  | V | V | N | N | N | P | V | P  | P  | P  | N  | P  | N  | P  | V  | P  | P  | V  | V  | N  |
| Posizione | 11 | 11 | 7 | 5 | 6 | 6 | 5 | 7 | 6 | 9  | 10 | 10 | 10 | 11 | 11 | 11 | 11 | 11 | 11 | 10 | 10 | 10 |

Legenda:

Luogo: C = Casa; T = Trasferta. Risultato: V = Vittoria; N = Pareggio; P = Sconfitta.

### Statistiche dei giocatori
| Giocatore        | Lega Nazionale A | Lega Nazionale A | Lega Nazionale A | Lega Nazionale A | Coppa Intertoto | Coppa Intertoto | Coppa Intertoto | Coppa Intertoto | Totale   | Totale | Totale      | Totale     |
| Giocatore        | Presenze         | Reti             | Ammonizioni      | Espulsioni       | Presenze        | Reti            | Ammonizioni     | Espulsioni      | Presenze | Reti   | Ammonizioni | Espulsioni |
| ---------------- | ---------------- | ---------------- | ---------------- | ---------------- | --------------- | --------------- | --------------- | --------------- | -------- | ------ | ----------- | ---------- |
| F. Agosti        | 11               | 0                | 0                | 0                | 0               | 0               | 0               | 0               | 11       | 0      | 0           | 0          |
| G. Alves         | 18               | 2                | 2                | 0                | 1               | 0               | 1               | 0               | 19       | 2      | 3           | 0          |
| T. Barnetta      | 20               | 4                | 0                | 0                | 4               | 0               | 0               | 0               | 24       | 4      | 0           | 0          |
| J. Berger        | 10               | 0                | 0                | 0                | 2               | 0               | 0               | 0               | 12       | 0      | 0           | 0          |
| R. Bieli         | 7                | 0                | 0                | 0                | 3               | 1               | 0               | 0               | 10       | 1      | 0           | 0          |
| O. Boumelaha     | 3                | 0                | 0                | 0                | 0               | 0               | 0               | 0               | 3        | 0      | 0           | 0          |
| R. Bühler        | 0                | 0                | 0                | 0                | 0               | 0               | 0               | 0               | 0        | 0      | 0           | 0          |
| S. Calo          | 10               | 1                | 1                | 0                | 0               | 0               | 0               | 0               | 10       | 1      | 1           | 0          |
| C. Chaile        | 12               | 0                | 3                | 1                | 3               | 0               | 0               | 0               | 15       | 0      | 3           | 1          |
| S. Colacino      | 12               | 1                | 4                | 0                | 3               | 0               | 0               | 0               | 15       | 1      | 4           | 0          |
| I. Gane          | 18               | 8                | 4                | 0                | 3               | 4               | 1               | 0               | 21       | 12     | 5           | 0          |
| F. Hejduk        | 7                | 0                | 2                | 0                | 0               | 0               | 0               | 0               | 7        | 0      | 2           | 0          |
| D. Imhof         | 21               | 3                | 6                | 0                | 3               | 2               | 1               | 0               | 24       | 5      | 7           | 0          |
| J. Jairo         | 11               | 0                | 1                | 0                | 4               | 0               | 0               | 0               | 15       | 0      | 1           | 0          |
| P. Jenny         | 20               | 0                | 1                | 1                | 4               | 0               | 0               | 0               | 24       | 0      | 1           | 1          |
| L. Lerinc        | 8                | 1                | 2                | 1                | 0               | 0               | 0               | 0               | 8        | 1      | 2           | 1          |
| M. Merenda       | 12               | 4                | 0                | 0                | 0               | 0               | 0               | 0               | 12       | 4      | 0           | 0          |
| S. Müller        | 17               | 1                | 2                | 0                | 4               | 0               | 1               | 0               | 21       | 1      | 3           | 0          |
| J. Nixon         | 3                | 1                | 1                | 0                | 3               | 1               | 0               | 0               | 6        | 2      | 1           | 0          |
| S. Oberli        | 1                | 0                | 0                | 0                | 0               | 0               | 0               | 0               | 1        | 0      | 0           | 0          |
| S. Razzetti      | 11               | 0                | 0                | 0                | 0               | 0               | 0               | 0               | 11       | 0      | 0           | 0          |
| I. Santo         | 19               | 0                | 3                | 0                | 2               | 0               | 0               | 0               | 21       | 0      | 3           | 0          |
| D. Senn          | 3                | 1                | 1                | 0                | 0               | 0               | 0               | 0               | 3        | 1      | 1           | 0          |
| I. Stefanović    | 0                | 0                | 0                | 0                | 0               | 0               | 0               | 0               | 0        | 0      | 0           | 0          |
| O. Stöckli       | 13               | 0                | 0                | 0                | 4               | 0               | 0               | 0               | 17       | 0      | 0           | 0          |
| A. Tachie-Mensah | 22               | 6                | 2                | 0                | 4               | 4               | 0               | 0               | 26       | 10     | 2           | 0          |
| O. Tato          | 6                | 0                | 1                | 0                | 1               | 0               | 0               | 0               | 7        | 0      | 1           | 0          |
| P. Winkler       | 18               | 1                | 3                | 1                | 4               | 0               | 2               | 0               | 22       | 1      | 5           | 1          |
| S. Wolf          | 22               | 1                | 3                | 0                | 4               | 0               | 0               | 0               | 26       | 1      | 3           | 0          |
| V. Zinna         | 3                | 0                | 0                | 0                | 0               | 0               | 0               | 0               | 3        | 0      | 0           | 0          |